# Albibarbefferia bicolor
Albibarbefferia bicolor là một loài ruồi trong họ Asilidae. Albibarbefferia bicolor được Bellardi miêu tả năm 1861. Loài này phân bố ở vùng Tân nhiệt đới và Tân Bắc giới.